# Goldbach (Lauerzersee)
Der Goldbach ist ein 6,4 Kilometer langer Wildbach am Osthang der Rigi im Schweizer Kanton Schwyz. Er fliesst durch das Gebiet der Ortschaft Goldau und mündet in den Lauerzersee. Als Nebenfluss der Steiner Aa liegt er im Flussgebiet der Reuss.

## Name
Man hat vermutet, der Flussname könnte vom Ortsnamen «Goldau» abgeleitet sein und lautete vielleicht ursprünglich «Goldaubach».
Eine andere Deutung erklärt umgekehrt den Ortsnamen «Goldau» als Ableitung von der Auenlandschaft des Goldbachs am See, die vielleicht «Goldbachau» genannt wurde.

## Geografie
Der Wildbach entwässert zuerst einen Graben am steilen Nordosthang der Scheidegg (1659 m ü. M.), eines Berges der Rigi-Kette. Er ist einer von zahlreichen Wildbächen, die in diesem bewaldeten Berghang entspringen und nebeneinander gegen Nordosten in das Tal beim Goldauerberg und bei Buosigen fliessen; einige davon sind Seitenbäche des Goldbachs, andere fliessen westlich von dessen Bachgebiet zur Rigiaa, einem Zufluss des Zugersees, und weitere im Osten zum Chlausenbach, der wie der Goldbach in den Lauerzersee mündet. Zwischen dem Goldbach und der Steineraa verläuft also die Wasserscheide zwischen dem Flussgebiet der Lorze im Norden und der Muota im Südosten.
Der Lauf des Goldbachs beginnt etwa 300 Meter unterhalb der Scheidegg im Waldgebiet «Hinteregg». Der Bach fliesst in einem steilen Graben gegen Nordosten und überquert dabei mehrere Felsbänder. Auf 980 m ü. M. passiert er die «Chneustrasse», die von Goldau in das Berggebiet bei Rigi-Klösterli führt. 200 Meter weiter unten erreicht er das offene Weideland im Gebiet «Chräbel», das zum Goldauerberg gehört. Er kommt nahe an der Strecke der Arth-Rigi-Bahn vorbei und fliesst unter der Luftseilbahn Kräbel–Rigi Scheidegg hindurch. Etwa zwei Kilometer weit durchquert der Bach nun das Kulturland in östlicher Richtung. An der Felsstufe «Fallenboden» gibt es nicht weit vom Bach entfernt eine Stelle mit dem Namen «Goldplänggli».
Im Gebiet der «Bernerhöhe» am Ostrand der Siedlung von Goldau überquert die Hauptstrasse 2 das Tal des Goldbaches, der kurz darauf in das bewaldete Schuttgebiet eintritt, das beim Goldauer Bergsturz 1806 im Talboden abgelagert wurde. Mit diesem katastrophalen Naturereignis veränderte sich die Landschaft am Westrand des Lauerzersees mit dem letzten Abschnitt des Goldbachs stark. Verschüttet wurde neben vielen Wohnstätten im Tal unter anderem auch die alte Kapelle des hl. Dionys, die nahe am Bach stand. Und auch ein weiterer Nebenbach des Goldbachs, das frühere Ottenbächli, verschwand unter den Schuttmassen.
Der Goldbach nahm früher wohl einen kürzeren Weg zum See. Jetzt führt sein Lauf mit vielen Windungen durch die Trümmerlandschaft des Bergsturzgebiets. Er berührt auf dieser Strecke das Gelände des Bahnhofs Arth-Goldau und wird zweimal von der Autobahn A4 überquert.
Am östlichen Rand der Bergsturzablagerungen liegen das Goldseeli und zwei kleine Weiher, die keinen Abfluss an der Bodenoberfläche haben. Der Goldbach fliesst nahe an diesen Stillgewässern vorbei und erreicht nun das weite Sumpf- und Moorgebiet «Sägel», eine etwa zwei Quadratkilometer grosse Verlandungszone am Lauerzersee.
Im Feuchtgebiet mündet der Gnipenbach, der aus dem oberen Bergsturzgebiet am Rossberg kommt, von links in den Goldbach. Dieser durchquert mäandrierend die Sumpflandschaft und fliesst von der Sägelstrassenbrücke an auf einer kurzen Strecke durch das Gemeindegebiet von Lauerz, bevor er im Gebiet von Steinen in den Lauerzersee mündet.

## Schutzgebiete
Die feuchte Fläche  «Sägel» ist eine national bedeutende Moorlandschaft und das grösste Amphibienlaichgebiet im Kanton Schwyz.
Fast der ganze Gewässerverlauf des Goldbachs führt durch bedeutende geografische Räume, die im Bundesinventar der Landschaften und Naturdenkmäler von nationaler Bedeutung (BLN) definiert sind: Bis zur Hauptstrasse bei der Bernerhöhe gehört die Berglandschaft zum BLN-Objekt «Vierwaldstättersee mit Kernwald, Bürgenstock und Rigi»; zwischen der Hauptstrasse und der Autobahn bildet der Bachgraben den Randbereich des BLN-Objekts «Lauerzersee»; zwischen der Autobahn und der Bahnstrecke fliesst der Bach durch die BLN-Landschaft «Bergsturzgebiet von Goldau»; und nach der zweiten Autobahnunterquerung liegt er nochmals im Gebiet «Lauerzersee».